# Cariboo Mountains
Cariboo Mountains är en bergskedja i Kanada.   Den ligger i provinsen British Columbia, i den centrala delen av landet, 3 300 km väster om huvudstaden Ottawa.
Cariboo Mountains sträcker sig 179 km i sydostlig-nordvästlig riktning. Den högsta toppen är Mount Sir Wilfrid Laurier, 3 516 meter över havet.
Topografiskt ingår följande toppar i Cariboo Mountains:
- Azure Mountain
- Batoche
- Big Bell Mountain
- Buchanan Peak
- Central Mountain
- Chamberlin Peak
- Chicken Head Mountain
- Chilkst Peaks
- Garnet Peak
- Goat Peaks
- Gunboat Mountain
- Ishpa Mountain
- Kilpill Mountain
- Kostal Cone
- Lakeview Peak
- Little Bell Mountain
- Mica Mountain
- Miller Peaks
- Mobley Ridge
- Mount Amos Bowman
- Mount Arthur Meighen
- Mount Aves
- Mount Beaman
- Mount Carpé
- Mount Chappell
- Mount Cook
- Mount Don Nelson
- Mount Goodall
- Mount Halvorson
- Mount Hogg
- Mount Hogue
- Mount Hugh Neave
- Mount Huntley
- Mount John Oliver
- Mount Kimmel
- Mount Lester Pearson
- Mount Louis St-Laurent
- Mount Lucille
- Mount Lulu
- Mount Lunn
- Mount Mackenzie King
- Mount Matthew
- Mount Milton
- Mount Mobley
- Mount Nelson
- Mount Netzel
- Mount Pierrway
- Mount Quanstrom
- Mount Ray
- Mount Richard Bennett
- Mount Sig Harstad
- Mount Sir Allan MacNab
- Mount Sir John Abbott
- Mount Sir John Thompson
- Mount Sir Mackenzie Bowell
- Mount Sir Wilfrid Laurier
- Mount Spranger
- Mount St. Anne
- Mount Stanley Baldwin
- Mount Winder
- Mount Withers
- Mount Youngren
- Mount Zillmer
- Murtle Peak
- North Star Mountain
- Northview Peak
- Ozalenka Peak
- Penny Mountain
- Pillpill Mountain
- Premier Range
- Roberts Peak
- The Arrowhead
- The Silver Horn
- Trigon Mountain
- Tryfan Mountain
- Twin Spires
- Wave Crest Peak
- Wavy Range
- Vimy Ridge
- Wolverine Mountain
- Zodiac Mountain

Trakten runt Cariboo Mountains är permanent täckt av is och snö. Trakten runt Cariboo Mountains är nära nog obefolkad, med mindre än två invånare per kvadratkilometer.